# Arista Records

Logo folosit din 1983 până la dizolvarea sa inițială în 2011.

Arista Records (/ˈærɪstə/ arr-IST-ə) este o casă de discuri americană deținută de Sony Music Entertainment, o divizie a Sony Music Group, o subsidiară a Sony Corporation of America, divizia americană a conglomeratului japonez Sony. Casa a fost anterior o divizie a  BMG Entertainment, divizia nord-americană a conglomeratului german Bertelsmann. Fondată în noiembrie 1974 de Clive Davis și închisă în 2011, Arista a fost relansată în 2018. Alături de RCA Records, Columbia Records, și Epic Records, este una din cele patru case de discuri emblematice ale Sony Music Entertainment.